# Alena Přetáková
Alena Přetáková, rozená Skřivánková (28. května 1936 Zlín – 12. března 2021) byla pedagožka, choreografka a organizátorka folklorních akcí.
Narodila se 28. května 1936 ve Zlíně, kde vystudovala gymnázium. V letech 1954 až 1956 vystudovala Vyšší školu pedagogickou v Brně. V letech 1956 až 1959 učila na ZDŠ v Brumově, poté do roku 1961 na SVVŠ ve Vsetíně. Učila zeměpis, dějepis a tělesnou výchovu. Po svatbě v roce 1961 se odstěhovala do Brna a do roku 1993 učila na ZDŠ v Křenovicích.
První osobností, která ji přivedla k folkloru byla Věra Haluzová. Během studií v Brně působila v Moravském souboru lidových písní a tanců. Pod vedením Zdenky Jelínkové se zde seznámila s brněnským folklorem a metodickými a choreografickými přístupy, které dále uplatňovala ve své práci. Jako tanečnice a vedoucí taneční sekce folklorního souboru působila v Brumově. Ve Vsetíně působila ve folklorním souboru Vsacan a v roce 1959 iniciovala vznik dětského folklorního souboru Vsacánek. V roce 1963 pak v Křenovicích založila DFS Křenováček, který vedla 30 let.
Kromě pedagogické práce a vedení DFS se věnovala i řadě dalších aktivit, jako organizace přehlídek folklorních souborů, výtvarných výstav, besed a bálů.
Zemřela po krátké nemoci 12. března 2021.